# MySensors
MySensors это бесплатная и открытая программная среда DIY (сделай сам) для беспроводных устройств IoT (Интернет вещей) позволяющих устройствам общаться с помощью радиопередатчиков.Библиотека была первоначально разработана для платформы Arduino.
Устройства MySensors создают виртуальную радиосеть узлов, которая автоматически формирует структуру с самовосстановлением. Каждый узел может передавать сообщения другим узлам для покрытия больших расстояний с помощью простых приемопередатчиков ближнего действия. Каждый узел может иметь несколько датчиков или исполнительных механизмов, подключенных и взаимодействующих с другими узлами сети.
Радиосеть может состоять из 254 узлов, где один узел может выступать в качестве шлюза в Интернет или контроллер домашней автоматизации. Контроллер добавляет функциональность в радиосеть, такую как управление, назначение идентификатора и время.

## Поддерживаемые аппаратные платформы
Структура может запускаться на следующих платформах и микроконтроллерах:
- Linux / Raspberry Pi;
- ATMega 328P;
- ESP8266;
- ESP32;
- nRF5x;
- ARM Cortex M0[6] (В основном ядро Atmel SAMD, используемое в Arduino Zero).

## Типы связи
MySensors поддерживает связь по каналу связи через следующие трансиверы:
- NRF24L01;
- RFM69;
- RFM95 (LoRa);
- nRF5x
- WiFi (ESP8266);

Проводная связь:
- MQTT;
- Serial USB;
- RS485[7].

## Безопасность
Беспроводная связь может быть подписана с использованием усеченного HMAC-SHA256 либо через аппаратное обеспечение с Atmel ATSHA204A, либо совместимую эмуляцию программного обеспечения и возможно, зашифрованную. Реализация не привязана к времени с белыми случайными числами, обнаружением и блокировкой атаки и защищает от атак по времени, повторных атак и атаках "man in the middle".

## Обновление прошивки
Прошивка узла MySensor может быть обновлена по воздуху с помощью нескольких различных загрузчиков:
- Перезаписи флэш-памяти с помощью MySensorsBootloaderRF24.[8];
- Использование внешней флешки с помощью DualOptiBoot.[9];
- Для узлов ESP8266, использующих функцию сборки с OTA.[10].

## Внешние ссылки
- Официальный веб-сайт
- Русское сообщество "MySensors"
- OpenHardware.io
- Проект MySensors на сайте GitHub